# Висока школа за економију и информатику Приједор
Висока школа за економију и информатику” је лиценцирана приватна високошколска установа у систему високог образовања Босне и Херцеговине која нуди високу стручну спрему путем трогодишњег и четворогодишњег студија у области економије, менаџмента и информатике. Налази се у улици Митрополита Петра Зимоњића бб.

## Историјат школе
Висока школа за економију и информатику Приједор основана је 2004. под називом Виша школа "Колеџ за информатику и менаџмент" CIM Јањош. Лиценцирана је 2007. и наставила је да ради под називом Висока школа "Колеџ за информатику и менаџмент" Јањош, а 2010. промијенила је назив у Висока школа за економију и информатику. Лиценцирано је шест студијских програма: предузетништво (трогодишње и четворогодишње студије), трговина и маркетинг (трогодишње и четворогодишње студије), финансије и банкарство (трогодишње и четворогодишње студије), јавна управа (трогодишње и четворогодишње студије), пословна информатика (трогодишње и четворо годишње студије), рачунарство и информатика (трогодишње и четворогодишње студије). Школа је уписана у Регистар високошколских установа и има почетну акредитацију (2017).